# Наомі Кляйн
Нао́мі Кляйн (англ. Naomi Klein; нар. 8 травня 1970 Монреаль, Канада) — канадська журналістка, письменниця і соціологиня, одна із лідерок альтерглобалізму.

## Біографічні відомості
Народилася в єврейській родині емігрантів-пацифістів із США, які виїхали до Канади на знак протесту проти війни у В'єтнамі. Ще в студентські роки, навчаючись в університеті Торонто, вона брала участь у студентській газеті, де стала відома своєю статтею про вбивства в Політехнічній школі в Монреалі, коли якийсь Марк Лепін влаштував там стрілянину, вбивши 14 людей і поранивши ще 14 (стаття була написана з феміністських позицій).
У 2000 році вийшла знаменита книга Кляйн «No Logo» («Ні логотипу»), яка стала маніфестом альтерглобалізму. У ній автор критикує імперіалізм, неолібералізм і сучасний економічний порядок, у якому людина, пригнічена глобальними брендами, позбавлена свободи вибору і не може реалізувати себе, а країни «третього світу» не можуть повноцінно розвиватися і приречені на відсталість. Винуватцями цього Кляйн вважає великі корпорації, імперіалістичні держави, а також такі організації, як Міжнародний валютний фонд та Світова організація торгівлі. У листопаді 2005-го читачі журналів «Prospect» (Велика Британія) і «Foreign Policy» («Зовнішня політика» (США) шляхом голосування склали список найбільш значущих 100 інтелектуалів світу, у якому Кляйн зайняла 11-е місце.
У 2002 році вона публікує книгу «Паркани та вікна» («Fences and Windows») — збірник своїх альтерглобалістскіх статей, у 2007 році — книгу «Доктрина шоку: розквіт капіталізму катастроф» («The Shock Doctrine: The Rise of Disaster Capitalism»), де звинувачує економістів Чиказької школи, зокрема Мілтона Фрідмана, у сприянні використанню кризових ситуацій — таких як в Чилі під час диктатури Августо Піночета, в Росії під час президентства Бориса Єльцина, а також в Новому Орлеані після повені — для проштовхування неоліберальних політико-економічних рішень на користь транснаціональних компаній всупереч непопулярності й недемократичність таких рішень.
У 2004 році Кляйн спільно з чоловіком, Аві Льюїсом, представила на Венеціанському кінофестивалі документальний фільм «Захоплення» («The Take») про сучасні форми робітничого руху.

## Видання

### Українською
- Змінюється все. Капіталізм проти клімату.— Київ: Наш Формат, 2016—480 с. ISBN 978-617-7279-30-2

### Російською
- NO LOGO: Люди против брендов. — М.: Добрая книга, 2003. — 624 с. ISBN 5-98124-001-6
- Заборы и окна. — М.: Добрая книга, 2005. — 304 с. ISBN 5-98124-032-6
- Доктрина шока. Расцвет капитализма катастроф. — М.: Добрая книга, 2009. — 656 с. ISBN 978-5-98124-357-8